# Partei Die Guten
Die Partei Die Guten (Die Guten, auch Die Guten Jena) war eine Wählergruppe in Jena. Zwischen 2009 und 2024 waren sie mit einem Sitz im Stadtrat vertreten.

## Inhaltliches Profil
Die Guten problematisieren Gentrifizierung. Ein weiterer Schwerpunkt ist Umwelt- und Klimaschutz. Zur Stadtratswahl 2019 wurde eine „links-grün-versiffte Gutmenschenliste“ (Selbstbezeichnung) mit großen Anteilen junger und weiblicher Menschen aufgestellt.

## Wahlen
2009 zogen Die Guten erstmals mit einem Mandat, das Martin Michel ausübte, in den Jenaer Stadtrat ein. 2014 erreichten sie mit dem gleichen Spitzenkandidaten ein ähnliches Ergebnis.
2019 blieb das Mandat trotz leichter Stimmverluste erhalten. Diesmal zog die Studentin Anne Neumann als Spitzenkandidatin in den Stadtrat ein. Die Guten fochten die Wahl an, weil gegen Wahlgrundsätze und Wahlrecht verstoßen worden sei. Dies wurde zurückgewiesen.
| Jahr | Stimmen | Prozent | Sitze |
| ---- | ------- | ------- | ----- |
| 2009 | 2412    | 1,8     | 1     |
| 2014 | 2356    | 1,9     | 1     |
| 2019 | 2032    | 1,3     | 1     |